# مانويل ليديسما
مانويل ليديسما (بالإسبانية: Manuel Ledesma)‏ مواليد 12 أغسطس 1920 في تشيلي - الوفاة 22 يونيو 2001، هو لاعب كرة سلة تشيلي. مثّل منتخب بلاده. شارك في دورة الألعاب الأولمبية الصيفية سنة 1948.

## روابط خارجية
- مانويل ليديسما على موقع الاتحاد الدولي لكرة السلة (الإنجليزية)
- مانويل ليديسما على موقع سبورتس رفرنس (الإنجليزية)
- مانويل ليديسما على موقع أوليمبيديا (الإنجليزية)